# Інклюзивне навчання
Інклюзивне навчання (англ. inclusive education) — навчання учнів або студентів із особливими освітніми потребами шляхом залучення їх до загального освітнього середовища за місцем їхнього проживання. Інклюзивне навчання розглядається як альтернатива інтернатній системі (коли дітей з особливими потребами утримують та навчають окремо від інших дітей) та навчанню вдома.
Функції інклюзивної освіти:
      1. Правова: 
- забезпечення права дітей з особливими освітніми потребами (ООП) на здобуття освіти в умовах звичайних закладів освіти за місцем проживання дитини
- попередження і боротьба з виключенням в освіті
- виявлення й усунення чинників, що перешкоджають реалізації права дитини з ООП на освіту на умовах рівності і доступності.
      2. Соціалізації:
- засвоєння дітьми з ООП широкого кола цінностей, соціальних ролей і очікувань, на основі яких складається повсякденне життя людей,а також цінностей, що пропагуються закладом освіти
- формування людської особистості на основі засвоєння дітьми з ООП знань, навичок, цінностей культурної спадщини, накопичених соціумом
- включення дітей з ООП у соціокультурний простір класу, школи, громади, держави.
       3. Виховна:
- формування позитивного і толерантного ставлення суспільства до осіб з ООП як до рівних, створення соціокультурного середовища
- формування у дітей з ООП почуття поваги і власної  гідності, усвідомлення, що вони  є повноцінними членами суспільства.
       4. Освітня:
- засвоєння дітьми  з ООП системи знань, умінь і навичок, необхідних для розвитку потенціалу та подальшої успішної інтеграції у суспільство.
       5. Економічна:
- підготовка осіб з ООП до трудової діяльності, розвиток і використання їхнього потенціалу на ринку праці
- зменшення кількості громадян, що перебувають на соціальному забезпеченні у держави.

## Переваги інклюзивного навчання у навчально-виховному процесі школи
Інклюзивне навчання — це комплексний процес забезпечення рівного доступу до якісної освіти дітям з особливими освітніми потребами шляхом організації їх навчання у загальноосвітніх навчальних закладах на основі застосування особистісно орієнтованих методів навчання, з урахуванням індивідуальних особливостей навчально-пізнавальної діяльності таких дітей" (Концепція розвитку інклюзивної освіти. Наказ МОН від 01.10.2010 № 912).
З метою забезпечення рівного доступу до якісної освіти інклюзивні освітні заклади повинні адаптувати навчальні програми та плани, методи та форми навчання, використання існуючих ресурсів, партнерство з громадою до індивідуальних потреб дітей з особливими освітніми потребами. Інклюзивне навчання — це система освітніх послуг, що базується на принципі забезпечення основного права дітей на освіту та права навчатися за місцем проживання, яка передбачає навчання в умовах загальноосвітнього закладу. З метою забезпечення рівного доступу до якісної освіти інклюзивні освітні заклади повинні адаптувати навчальні програми та плани, методи та форми навчання, використання існуючих ресурсів, партнерство з громадою до індивідуальних потреб дітей з особливими освітніми потребами. Інклюзивна освіта — це процес, у якому школа намагається відповідати на потреби усіх учнів, вносячи необхідні зміни до навчальної програми та ресурсів, щоб забезпечити рівність можливостей. Запровадження інклюзії у сфері освіти передбачає розроблення й запровадження широкого спектра навчальних стратегій для більш гнучкого реагування на розмаїття потреб учнів. Основою концепції інклюзивної освіти є принципи, що всі діти, незважаючи на різне культурне й соціальне походження та різні рівні навчальних можливостей, повинні мати однакові можливості у навчанні в усіх типах закладів освіти. Отже, ідеологія інклюзивної освіти спрямована на надання кожній дитині, всім відособленим і вразливим групам можливостей для результативного навчання. Інклюзивна освіта є підходом, який допомагає адаптувати освітню програму та навчальне середовище до потреб учнів, які відрізняються своїми навчальними можливостями.

## Концепції інклюзивної освіти
Інклюзивне навчання — це система освітніх послуг, що базується на принципі забезпечення основного права дітей на освіту та права навчатися за місцем проживання, яка передбачає навчання в умовах загальноосвітнього закладу. З метою забезпечення рівного доступу до якісної освіти інклюзивні освітні заклади повинні адаптувати навчальні програми та плани, методи та форми навчання, використання існуючих ресурсів, партнерство з громадою до індивідуальних потреб дітей з особливими освітніми потребами. Інклюзивна освіта — це процес, у якому школа намагається відповідати на потреби усіх учнів, вносячи необхідні зміни до навчальної програми та ресурсів, щоб забезпечити рівність можливостей. Запровадження інклюзії у сфері освіти передбачає розроблення й запровадження широкого спектра навчальних стратегій для більш гнучкого реагування на розмаїття потреб учнів.

Основою концепції інклюзивної освіти є принципи, що всі діти, незважаючи на різне культурне й соціальне походження та різні рівні навчальних можливостей, повинні мати однакові можливості у навчанні в усіх типах закладів освіти. Отже, ідеологія інклюзивної освіти спрямована на надання кожній дитині, всім відособленим і вразливим групам можливостей для результативного навчання. Інклюзивна освіта є підходом, який допомагає адаптувати освітню програму та навчальне середовище до потреб учнів, які відрізняються своїми навчальними можливостями.

## Цінності інклюзивної освіти
- Це визнання того, що всі діти можуть навчатися.
- Це робота зі всіма дітьми, незалежно від їх віку, національності, мови, походження, особливостей розвитку.
- Це вдосконалення освітніх структур, систем і методик для забезпечення потреб всіх дітей.
- Це частина великої стратегії по створенню інклюзивного суспільства.
- Це динамічний процес, який знаходиться постійно в розвитку.

## Принципи інклюзивної освіти
- Цінність людини не залежить від її здібностей і досягнень.
- Кожна людина здатна відчувати і думати.
- Кожна людина має право на спілкування і на те, щоб бути почутою.
- Адаптація системи до потреб дитини, а не навпаки.
- Справжня освіта може здійснюватися тільки в контексті реальних взаємостосунків.
- Всі люди потребують підтримки і дружби ровесників.
- Задоволення індивідуальних освітніх потреб кожної дитини.
- Визнання спроможності до навчання кожної дитини та, відповідно, необхідність створення суспільством відповідних для цього умов.
- Залучення батьків до навчального процесу дітей як рівноправних партнерів та перших вчителів своїх дітей.
- Командний підхід у навчанні та вихованні дітей, що передбачає залучення педагогів, батьків та спеціалістів.
- Складність завдань повинна відповідати здібностям дитини.
- Рівний доступ до навчання у загальноосвітніх закладах та отримання якісної освіти кожною дитиною.
- Подолання потенційних бар'єрів в навчанні.

## Переваги інклюзивної освіти для дітей з особливими освітніми потребами
- Завдяки цілеспрямованому спілкуванню з однолітками поліпшується когнітивний, моторний, мовний, соціальний та емоційний розвиток дітей.
- Ровесники відіграють роль моделей для дітей з особливими освітніми потребами.
- Оволодіння новими вміннями та навичками відбувається функціонально.
- Навчання проводиться з орієнтацією на сильні якості, здібності та інтереси дітей.
- У дітей є можливості для налагодження дружніх стосунків зі здоровими ровесниками й участі у громадському житті.

## Переваги інклюзивної освіти для інших дітей
- Діти вчаться природно сприймати і толерантно ставитися до людських відмінностей.
- Діти вчаться налагоджувати й підтримувати дружні стосунки з людьми, які відрізняються від них.
- Діти вчаться співробітництву.
- Діти вчаться поводитися нестандартно, бути винахідливими, а також співчувати іншим.

## Переваги інклюзивної освіти для педагогів та фахівців
- Вчителі інклюзивних класів краще розуміють індивідуальні особливості учнів.
- Вчителі оволодівають різноманітними педагогічними методиками, що дає їм змогу ефективно сприяти розвиткові дітей з урахуванням їхньої індивідуальності.
- Спеціалісти (медики, педагоги спеціального профілю, інші фахівці) починають сприймати дітей більш цілісно, а також вчаться дивитися на життєві ситуації очима дітей.

## Найбільш суттєві перешкоди впровадження інклюзивного навчання
- Відсутність гнучкості фінансування.
- Надто велику наповнюваність класу (кількість дітей більше 20).
- Традиційний брак навчальних матеріалів, обладнання, технічних засобів навчання у загальноосвітніх закладах, а також (меншою мірою) непристосованість приміщень до особливих потреб дітей.
- Брак спеціалістів та спеціальних послуг для дітей з особливими потребами, які навчаються в умовах загальноосвітнього закладу.

Таким чином така система освітніх послуг базується на принципі забезпечення основного права дітей на освіту та права навчатися за місцем проживання, яка передбачає навчання в умовах загальноосвітнього закладу, з розвитком відповідного інклюзивного освітнього середовища. Згідно з ЮНЕСКО — це «процес звернення і відповіді на різноманітні потреби учнів через забезпечення їхньої участі в навчанні, культурних заходах і житті громади та зменшення виключення в освіті та навчальному процесі».

## Організація супроводу інклюзивного навчання
Для повноцінного залучення дітей з особливими потребами до навчального процесу і дитячого колективу їм потрібна певна додаткова допомога. Також кваліфікована допомога потрібна педагогам, у чиїх класах навчаються такі діти. Тому психолог, соціальний педагог або соціальний працівник, спеціальний/корекційний педагог, логопед, фізичний терапевт, а також усі працівники і структурні підрозділи навчального закладу мають працювати як одна команда, сприяючи вирішенню викликів, які можуть з'явитися. І.Луценко розглядає супровід інклюзивного навчання як цілісну діяльність, командну взаємодію, у якій вона виділяє три компоненти:
- систематичне дослідження психолого-педагогічного стану та динаміки її психічного розвитку в процесі шкільного навчання;
- створення умов для розвитку учнів та їх успішного навчання;
- забезпечення сприятливого середовища, в тому числі усунення фізичних, організаційних та психологічних перешкод[2].

## Видання в галузі інклюзивної освіти
- Калініченко І.О. Дивитися і бачити: путівник для батьків дітей із порушеннями зору : навч.-метод. посіб. / [авт.-упор. І. О. Калініченко]. – Полтава : ПОІППО, 2016. – 86 с.[недоступне посилання]
- Реалізація оновленого змісту освіти дітей з особливими потребами: початкова ланка: Навч.-метод посібник / Н. Б. Адамюк, Л. Є. Андрусишина, О. О. Базилевська та ін., НАПН Інститут спеціальної педагогіки; за ред. В. В. Засенка, А. А. Колупаєвої, Н. О. Макарчук, В. І. Шинкаренко. — Київ, 2014. — 336с.
- Серія навчальних матеріалів (тренінгові модулі) / за заг. ред. О. Красюкової-Еннз, Ю. Найди, М. Сварника, О. Софія. — Українськоканадський проект «Інклюзивна освіта для дітей з особливими потребами в Україні» — К.: СПДФО Парашин І. С., 2011. — 248 с.
- Українсько-канадський проект «Інклюзивна освіта для дітей з особливими потребами в Украйні»: тренінгові модулі: «Соціальної політики». — К., 2011. — 132с.
- Розвиток політики інклюзивних шкіл. Інтегроване планування послуг, їх надання тафінансування в Канаді: посібник / Дж. Блейз, Е. Чорнобой, Ш. Крокер, Е. Страт, О. Красюкова-Еннз. — К.: ПаливодаА. В., 2012. — 46 с.
- Огляд ролі асистентів учителів у канадських школах. Досвід провінцій Манітоба, Нова Шотландія та Альберта: посібник / Е. Чорнобой, О. Красюкова-Еннз. — К.: Паливода А. В., 2012. — 32 с.
- Інклюзивна освіта. Посібник для батьків: посібник / Анна Креста, Джоана Блейз, Ольга Красюкова-Еннз. — К., 2012. — 116 с.
- Інвалідність та суспільство: навчально-методичний посібник / за заг. редакцією Байди Л. Ю., Красюкової-Еннс О. В.. / кол. авторів: Байда Л. Ю., Красюкова-Еннс О. В., Буров С. Ю., Азін В. О., Грибальський Я. В., Найда Ю. М. — К., 2012. — 216 с.
- Українсько-канадський проект «Інклюзивна освіта для дітей з особливими потребами в Украйні»: тренінгові модулі: "Вступ до питань «інвалідності». — К., 2011. — 132с.
- Архітектурна доступність шкіл: навч.-метод. посіб. / за заг. ред. Байди Л. Ю., О. В. Красюкова-Еннс; колек. авторів: Азін В. О., Грибальський Я. В., Байда Л. Ю., Красикова-Еннс О. В. — К., 2012. — 88 с.
- Особливі діти в закладі і соціальному середовищі: О. В. Гаврилов Навчальний посібник. — Кам'янець-Подільський: Аксіома, 2009. — 308 с.
- Інклюзивна освіта: стан і перспективи розвитку в Україні: Науково-методич. зб. до Всеукр. науково-практич. конференції в рамках реалізації проекту «Створення ресурсних центрів для батьків дітей з особливими освітніми потребами» за підтримки програми IBPP — TACIS Європейської комісії /За ред.: Засенка В. В.— докт. пед. наук, член-кор. АПН України, заст. дир-ра Ін-ту спец. педагогіки АПН України; Софій Н. З. — дир-ра Всеукр. фонду «Крок за кроком» / Всеукр. Фонд «Крок за кроком». — К.: ФО-П Придатченко П. М., 2007. — 180 с.
- Інклюзивна школа: особливості організації та управління: Навчально-методичний посібник / Кол. авторів: Колупаєва А. А., Софій Н. З., Найда Ю. М. та ін. За заг. ред. Даниленко Л. І., — К.: 2007. — 128 с.
- Полударова А. Л., Щорс В. В. Тиждень інклюзивної освіти / А. Л. Полударова, В. В. Щорс // Шкільному психологу. Усе для роботи. — 2011. — № 12. — С. 2-33.
- Полударова А., Щорс В. Робота соціального педагога з учнями з особливими освітніми потребами// Шкільний бібліотечно-інформаційний центр. — 2015. — № 10 (жовтень). — С. 57-59.
- Щорс В. В. Формування гуманного ставлення до дітей з особливими потребами в учасників навчально-виховного процесу / В. В. Щорс // Математика в школах України. — 2011. — № 32. — Вставка.
- Полєшко Р. А. Гуманістичні засади соціально-психологічної роботи в системі інклюзивної освіти технічного ліцею / Р. А. Полєшко, В. В. Щорс // Управління школою. — 2018. — № 1/3. — С. 26–43.
- Елена Олейник. Разные возможности — равные права.— Родительский клуб, № 3(4), 2010.— С. 8-9.
- Діти з особливими потребами у загальноосвітньому просторі: початкова ланка (за ред. В. І. Бондаря, В. В. Засенка). — К. : 2004. — 152 с.[недоступне посилання з червня 2019]
- «Інклюзивна освіта для дітей з інвалідністю в Україні» [Архівовано 13 лютого 2018 у Wayback Machine.]
- Електронний Канадсько-український журнал спеціальної педагогіки, розміщений на сайті Канадсько-української дослідної групи (CURT)[недоступне посилання]